# Abbott Peak
Abbott Peak är en bergstopp i Antarktis. Den ligger i Östantarktis. Nya Zeeland gör anspråk på området. Toppen på Abbott Peak är 1 649 meter över havet.
Terrängen runt Abbott Peak är bergig åt nordost, men åt sydväst är den kuperad. Trakten är obefolkad. Det finns inga samhällen i närheten. 